# 鵜浦裕
鵜浦 裕（うのうら ひろし、1955年 - ）は、日本の科学史学者。文京学院大学教授。
専門はアメリカ研究。

## 略歴
石川県生まれ。1984年上智大学大学院外国語学研究科博士後期課程満期退学（国際関係論）。
1989年「明治日本に於ける社会ダーウィニズムの受容と展開」で文学博士。
札幌大学文化学部教授、文京学院大学外国語学部教授。
1991-1992年ハーバード大学教養部科学史学科客員研究員、2001-2002年カリフォルニア大学バークレー校教育学部客員研究員、2008-2009年ジョージタウン大学政治学部客員研究員。

## 著書
- 『進化論を拒む人々 現代カリフォルニアの創造論運動』）勁草書房） 1998
- 『チャーター・スクール アメリカ公教育における独立運動』（勁草書房） 2001
- 『現代アメリカのガン・ポリティクス』（東信堂） 2016

## 翻訳
- 『ダーウィンの花園 植物研究と自然淘汰説』（ミア・アレン、羽田節子共訳、工作舎） 1997
- 『聖書と科学のカルチャー・ウォー - 概説 アメリカの「創造 vs 生物進化」論争』（ユージーニー・C・スコット、井上徹共訳） 2017

## 参考
- [ISBN 978-4-326-29870-9]
- 文京学院大学